# Michaeliskapelle (Lembeck)

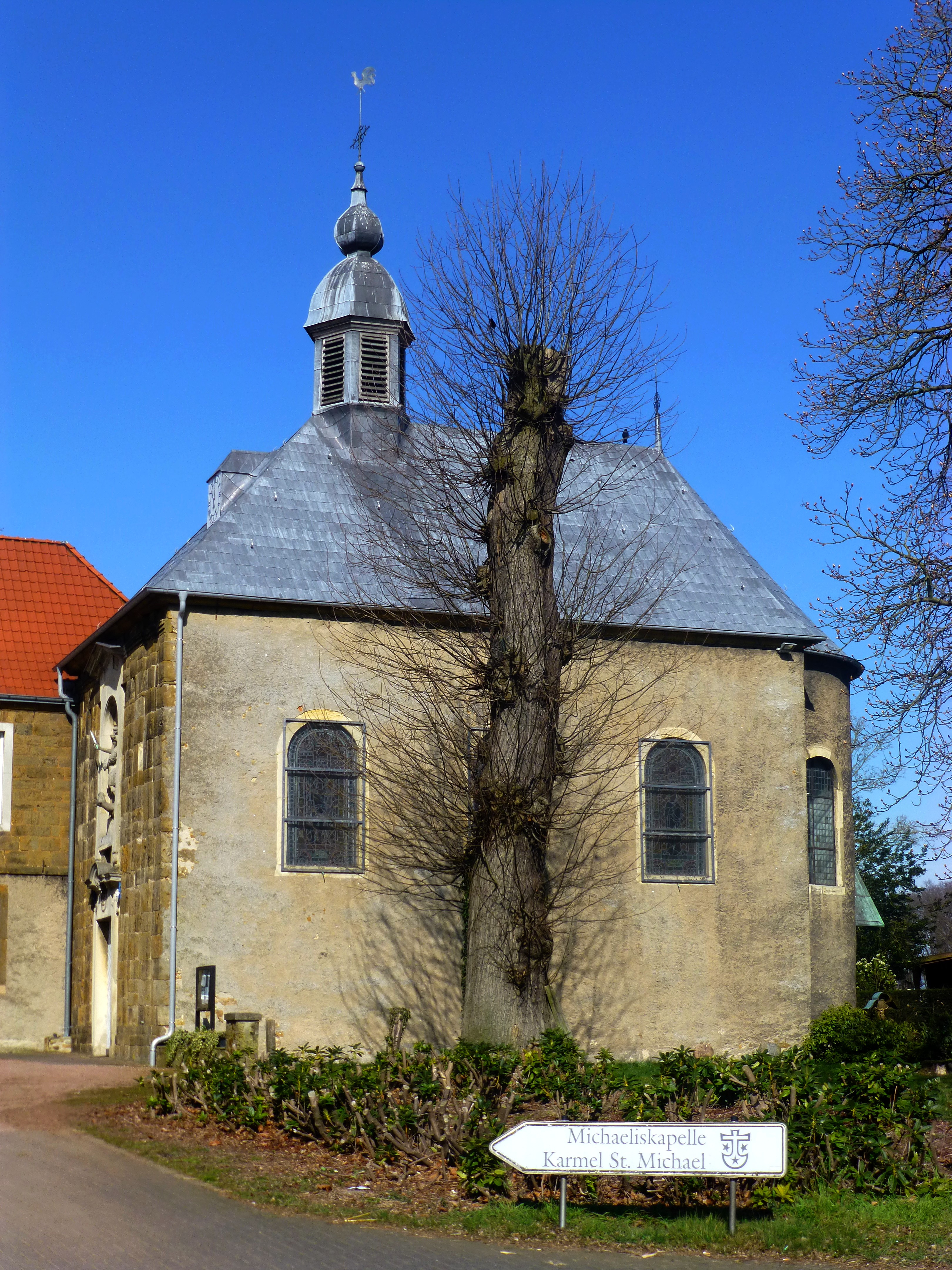
Michaeliskapelle (Lembeck)

Die denkmalgeschützte Michaeliskapelle steht in Lembeck, einem Gemeindeteil der Stadt Dorsten im Kreis Recklinghausen von Nordrhein-Westfalen.

## Beschreibung
Die Kapelle wurde 1726 nach einem Entwurf von Johann Conrad Schlaun für Maria Anna Theodora von Waldbott von Bassenheim gebaut. Sie besteht aus einem Langhaus, aus dessen Satteldach sich ein sechseckiger Dachreiter erhebt, und einer eingezogenen, halbrunden Apsis. Die Fassade im Westen aus Natursteinmauerwerk ist durch Lisenen gegliedert. Das Portal, über dem das Allianzwappen von Westerholt und Waldbott von Bassenheim prangt, wurde nach dem Vorbild von Sant’Agnese in Agone gestaltet. In einer Nische darüber steht die Statue des Erzengels Michael, die der Sohn von Johann Sasse 1726 gestaltet hat. Der Innenraum ist mit einem hölzernen Tonnengewölbe überspannt. Der Hochaltar wurde nach 1834 unter Verwendung barocker Teile gebaut. Das Altarretabel wurde nach einem Fresko der Santissima Annunziata in Florenz gestaltet.